# FIFA 09
FIFA 09 je dalším pokračováním série sportovních her od EA Sports. Tento díl vznikl v roce 2008. Na komentáři se tradičně podíleli Petr Svěcený a Jaromír Bosák (V anglické verzi Clive Tyldesley (Martin Tyler na PS3 a Xbox 360) a Andy Gray). FIFA 09 obsahuje 30 lig a 41 národních týmů.

## Multiplayer
Multiplayer nedoznal oproti předcházející verzi skoro žádné změny a tak si lze hru hrát až se 6 hráči najednou. Je možné hru hrát přes internet nebo po běžné síti.

## Herní módy
- Manažerský mód - můžete být manažerem jednoho ze světových klubů, ale také manažerem některého z klubů z české ligy. Můžete nakupovat, prodávat a půjčovat si hráče. Staráte se o stadion a o své zaměstnance a také plánujete jednotlivé tréninky.
- Mód Be A Pro - můžete si vytvořit vlastního hráče, který hraje za Vámi určený tým. Dostáváte úkoly, které musíte plnit a poté vašemu hráči roste kvalita.
- Turnajový mód - hrajete klasický Vámi vytvořený turnaj
- Sezóna - hrajete klasickou sezonu za Vámi vybraný tým.
- několik dalších módů známých z předcházejících verzí